# Igor Lyssy
Igor Ilitch Lyssy (en russe : Лысый, Игорь Ильич, transcription anglaise : Igor lysyj) est un joueur d'échecs russe né le 1er janvier 1987 à Nijni Taguil. Grand maître international depuis 2007, il a remporté le championnat de Russie en 2014.
Au 1er janvier 2015, Lyssy est le 45e joueur mondial et le no 12 russe avec un classement Elo de 2 700 qui constitue son record.

## Palmarès
Lyssy a remporté le championnat rapide de Russie junior en 2004, le mémorial Zoudov et l'open de Voronej (1er-8e) en 2009. Il finit 1er-5e de la Rilton Cup à  Stockholm en  2009-2010. En 2012, il finit premier de l'open de Moscou et de l'open de Hoogeveen.
En 2014, il remporte le championnat de Russie d'échecs avec 5,5 points sur 9.

## Championnats d'Europe et coupes du monde
En 2010, Lyssy finit cinquième du championnat d'Europe individuel, ce qui le qualifiait pour la Coupe du monde d'échecs 2011, disputée en Russie où il fut éliminé au troisième tour par le Cubain Leinier Domínguez.
Grâce à sa douzième place Lors du championnat d'Europe individuel de 2013, Lyssy fut qualifié pour la Coupe du monde d'échecs 2013 disputée en Norvège, où il fut éliminé au deuxième tour par l'Arménien Levon Aronian.
En 2010, Lyssy finit neuvième du championnat d'Europe individuel, ce qui le qualifiait pour la  Coupe du monde d'échecs 2015 à Bakou, où il fut éliminé au deuxième tour par le Chinois Yu Yangyi.
Lyssy finit 24e du championnat d'Europe 2019, ce qui le qualifie pour la Coupe du monde d'échecs 2019 à Khanty-Mansiïsk où il est éliminé au premier tour par l'Américain Jeffery Xiong.
| Année | Lieu            | Résultat       | Ultimes adversaires | Adversaires battus               |
| ----- | --------------- | -------------- | ------------------- | -------------------------------- |
| 2011  | Khanty-Mansiïsk | troisième tour | Leinier Domínguez   | Mikhaïl Kobalia Alexander Ivanov |
| 2013  | Tromsø          | deuvième tour  | Levon Aronian       | Andrei Istrățescu                |
| 2015  | Bakou           | deuxième tour  | Yu Yangyi           | Constantin Lupulescu             |
| 2019  | Khanty-Mansiïsk | premier tour   | Jeffery Xiong       |                                  |

## Publication
(en) The Berlin Defense, Chess Stars, 2012